# Richard 3. af Normandiet
|  | For andre betydninger af Richard 3., se Richard 3. (flertydig) | Der er for få eller ingen kildehenvisninger i denne artikel, hvilket er et problem. Du kan hjælpe ved at angive troværdige kilder til de påstande, som fremføres i artiklen.

Richard III af Normandiet var den femte hertug af Normandiet i en kort periode i 1027. 
Han var søn af Richard 2., der døde den 3. februar 1027, hvorefter Richard som den ældste søn overtog hertug-titlen. Men han døde allerede efter få måneder under mystiske omstændigheder. Således fik Richard III ingen virkelig betydning for Normandiet. Hertugdømmet overgik herefter til den yngre bror Robert som den sjette hertug af Normandiet og direkte forfader til nutidens britiske kongefamilie. 

## Børn
Richard III havde afkom fra to ukendt friller:
- Alice af Normandiet
- Agnes D'Ecreux